# Großes Zeughaus

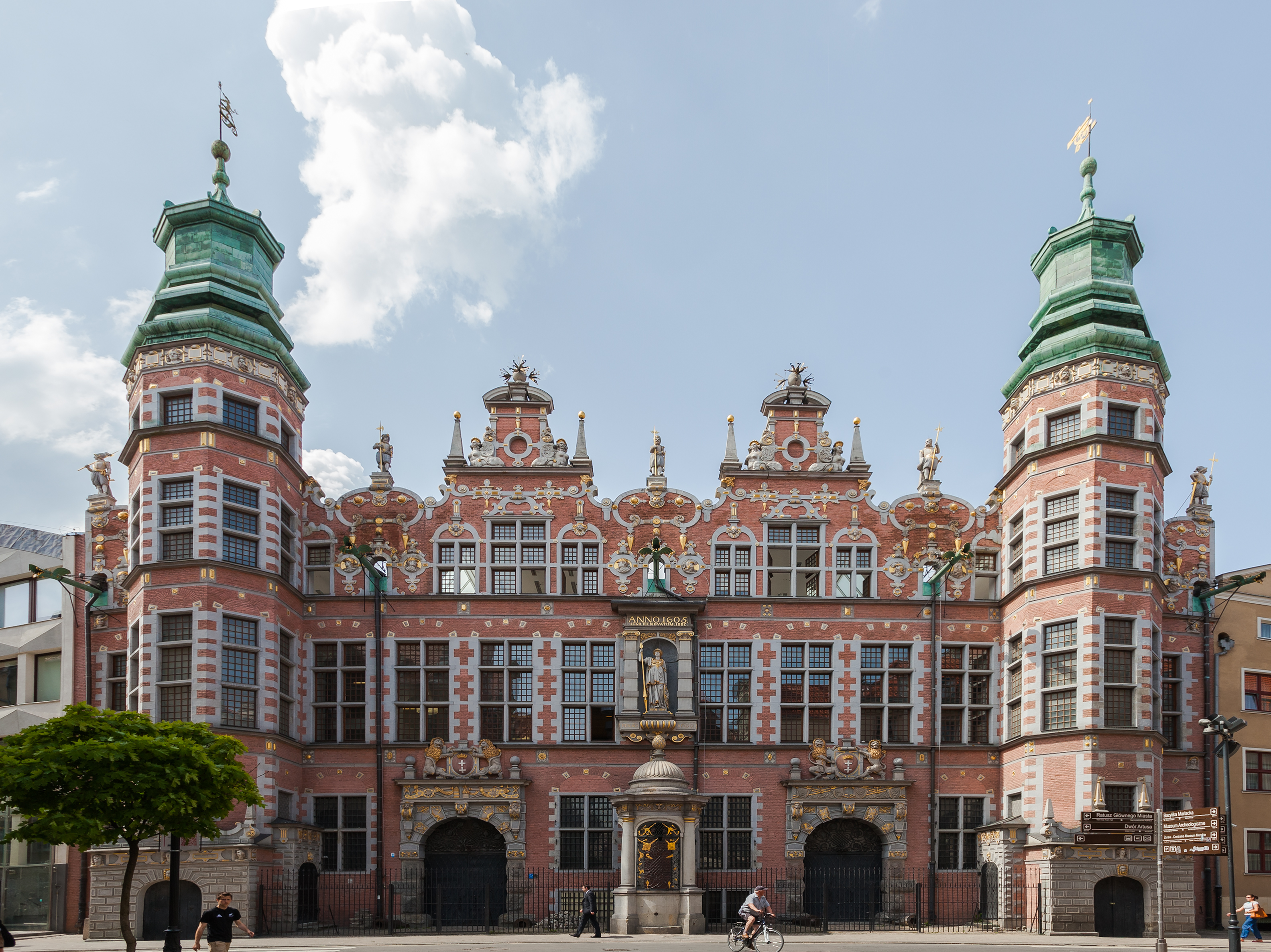
Östliche Frontseite des Großen Zeughauses zur Jopengasse

Das Große Zeughaus (polnisch Wielka Zbrojownia) in Danzig entstand zwischen 1600 und 1609 und wurde wahrscheinlich nach Plänen des Architekten Anton van Obberghen errichtet.

## Architektur
Das Zeughaus, das als Waffenarsenal diente, ist ein typisches Beispiel für den flämischen Manierismus in Danzig. Die Fassade auf beiden Seiten des Gebäudes ist in Giebel gegliedert: am Holzmarkt vier, an der östlichen Frontseite zur Jopengasse zwei. Daran schließen sich zwei Türme an den Seiten an. Die Spitzen der Giebel sind mit Bronzeplastiken von explodierenden Kanonenkugeln geschmückt, die deutlich auf den Verwendungszweck des Gebäudes hinweisen. Je zwei Portale mit dem Wappen Danzigs sind symmetrisch links und rechts in die Giebelflächen eingearbeitet. Eine Nische bildet das zentrale Element der Fassade, in der eine Athenestatue aufgestellt ist. In dieser Nische haben die Bauhandwerker die Erbauungs- und Renovierungsdaten angegeben (1605, 1768, 1887).
Vor dem Gebäude gibt es einen Brunnen, der mit dem Waffenarsenal in den Kellergeschossen verbunden war.
Die Räume des Zeughauses werden heute von der Danziger Kunsthochschule genutzt. Im Erdgeschoss befanden sich seit den 1920er Jahren bis etwa 2007 auch Einkaufsmöglichkeiten.

## Galerie

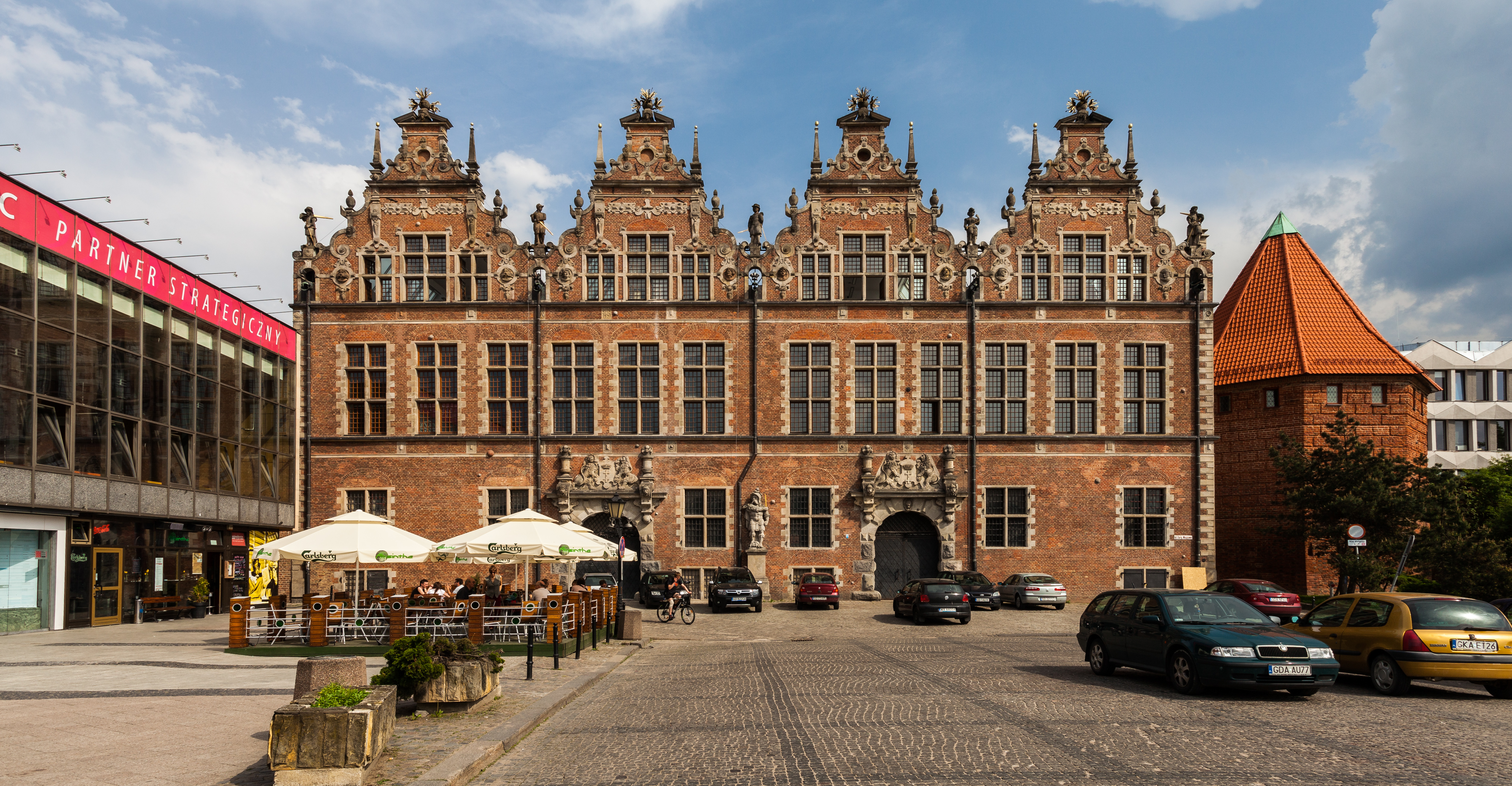
Ansicht vom Kohlenmarkt
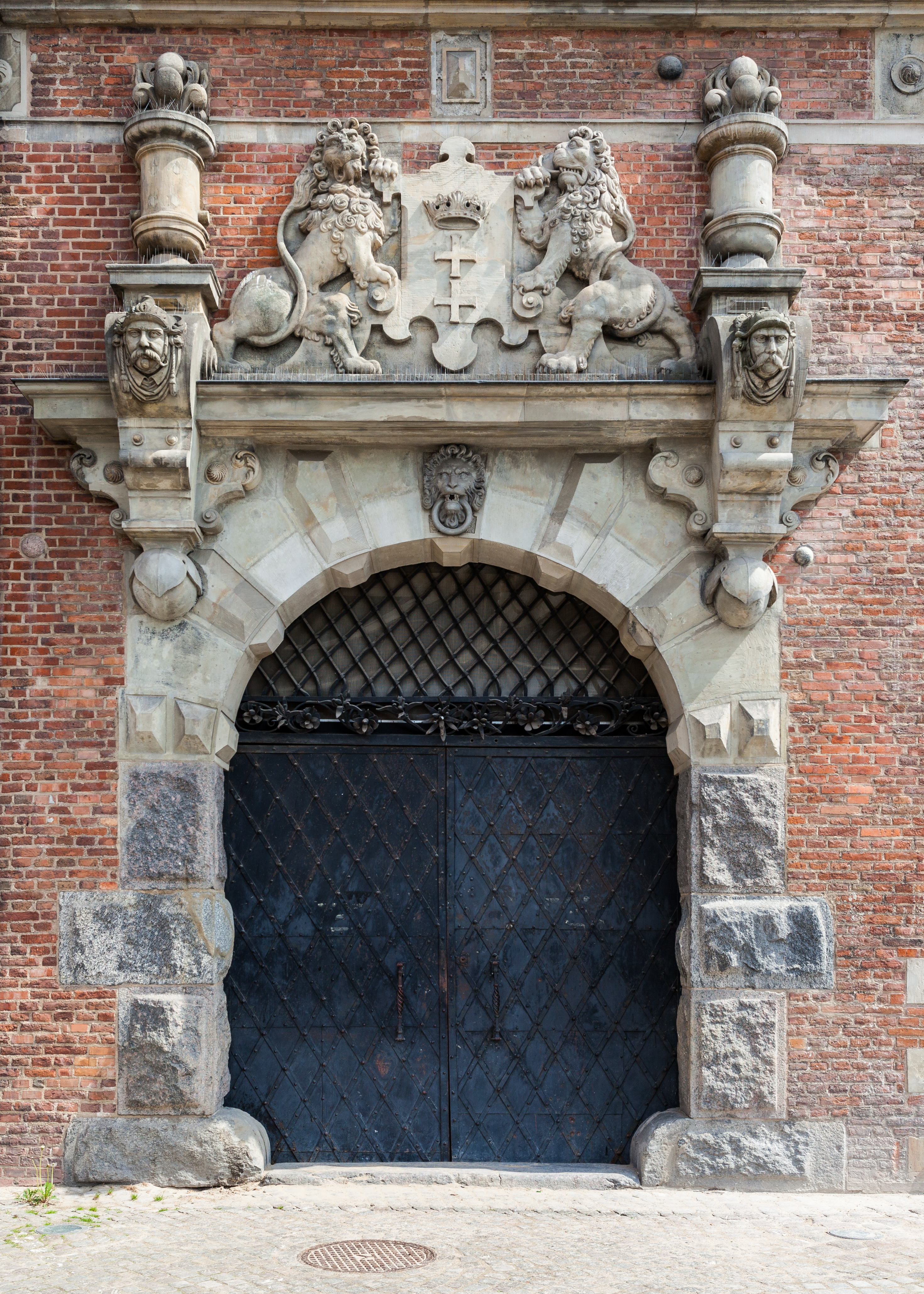
Haupteingang vom Kohlenmarkt
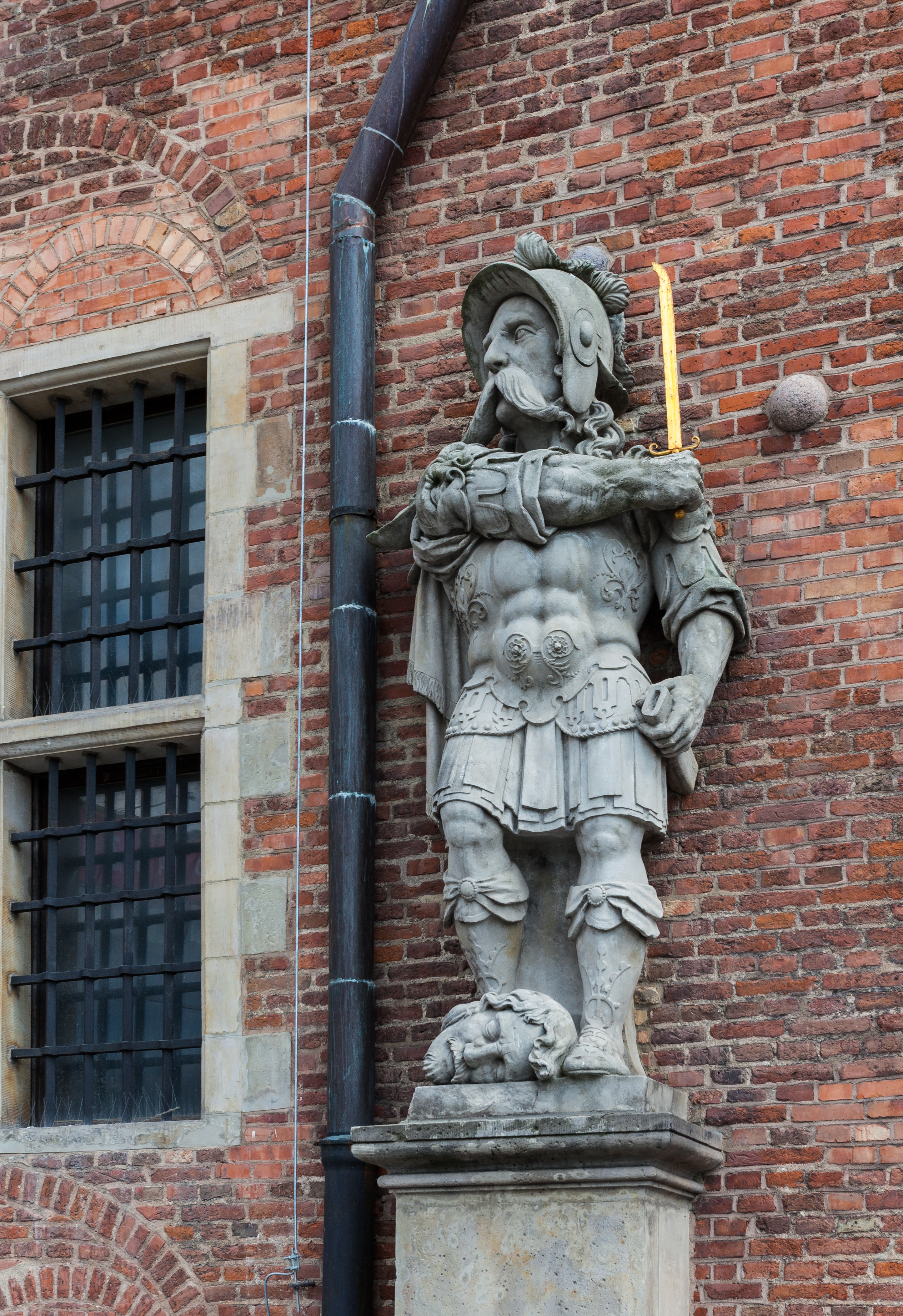
Statue am Eingang
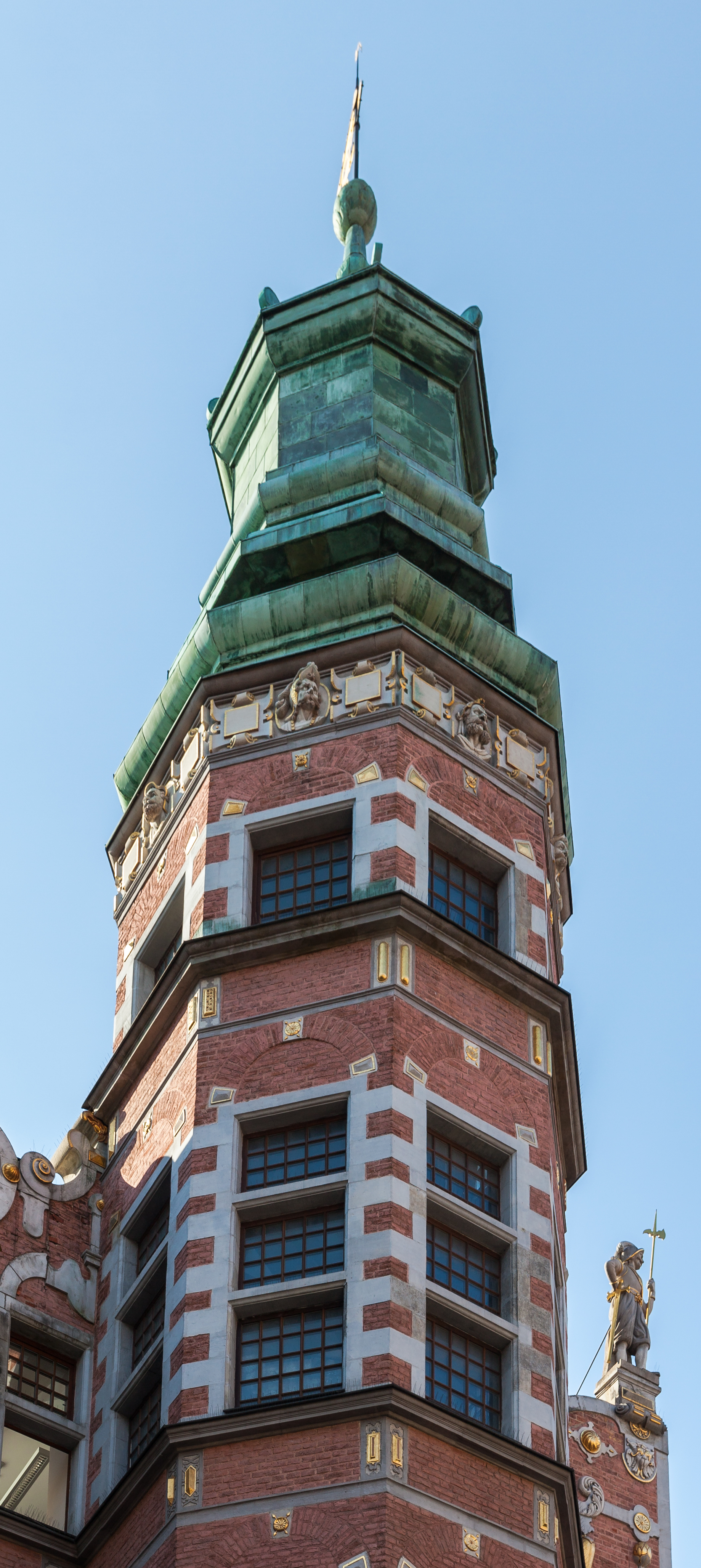
Detail vom Turm
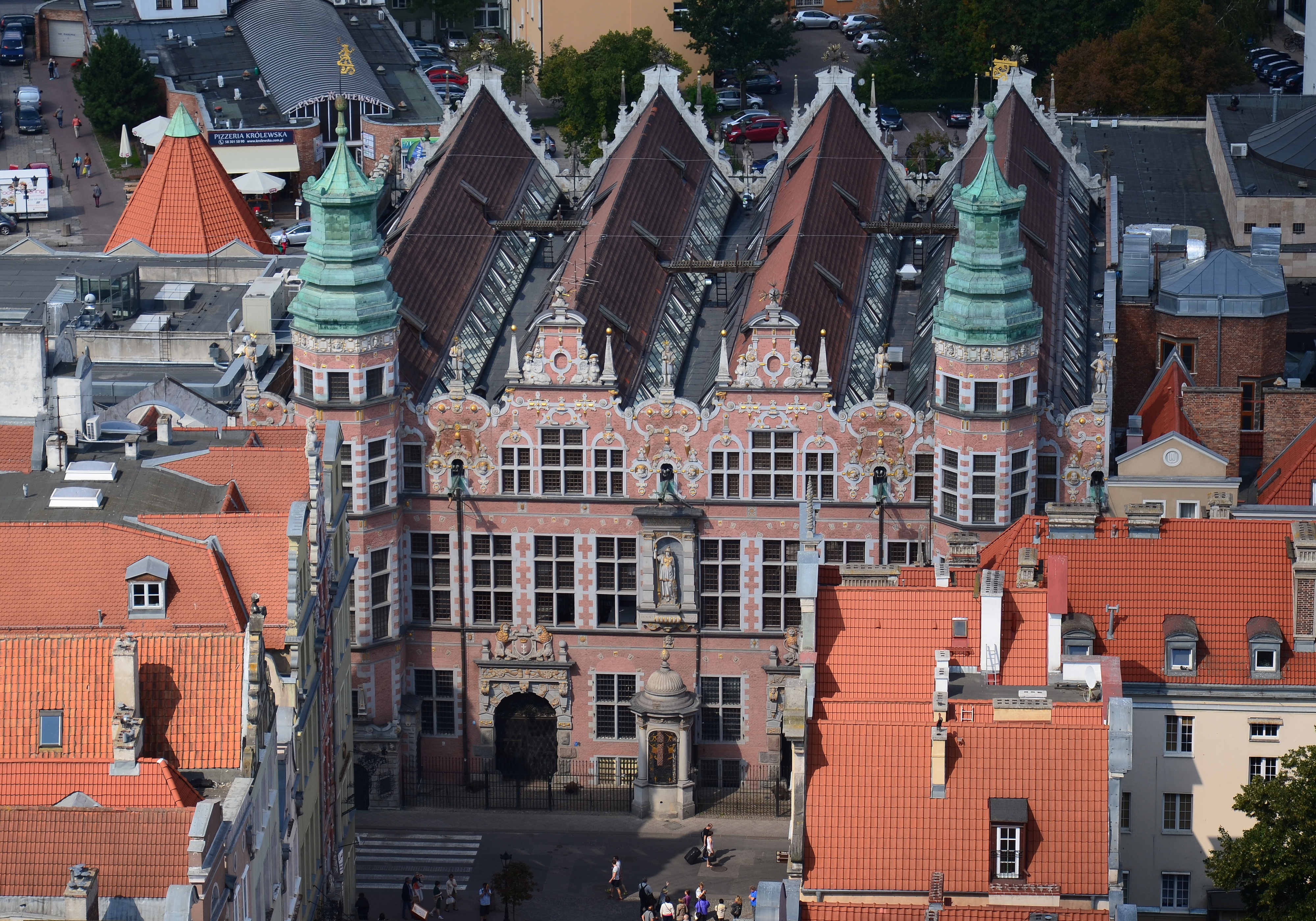
Luftansicht
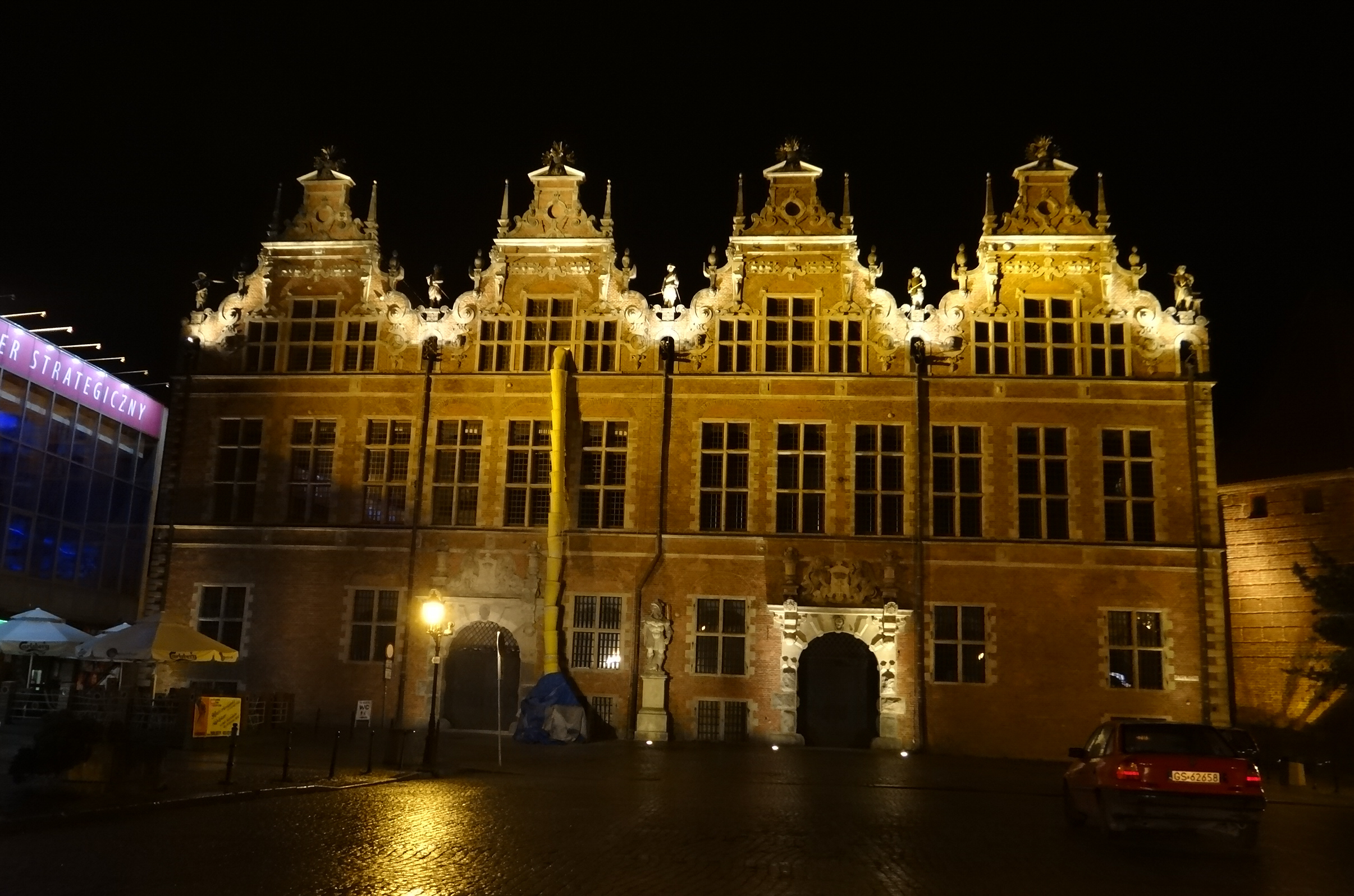
Nachtansicht am Kohlenmarkt
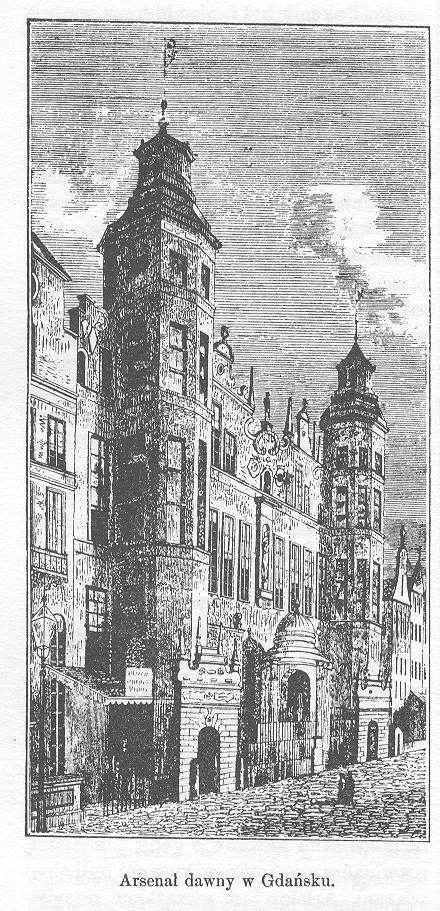
Lithographie um 1900